# Tanulási korlátok rendszere
A tanulási korlátok fogalomkörébe a tanulási nehézség, tanulási zavar és a tanulási akadályozottság tartozik bele. Ezek olyan fogalmak, melyek egymás mellé helyezhetőek, de egymással nem helyettesíthetőek, hanem különböző jelentéssel bírnak.

## Tanulási nehézség
Átmeneti jellegű probléma.
Tünetei: A kultúrtechnikák nehezített megtanulása, egyes tantárgyakban az iskolai tanulás gyengesége, eredménytelensége, társulhat hozzá a gyermek problémát okozó viselkedése. A tünetek az iskoláskor előtt kevéssé mutatkoznak, de előjelző tünetek megfigyelhetők. Az átlagosnál valamivel alacsonyabb intelligenciaszint mellett fordul elő általában.
Leggyakoribb előidéző okok: Hátrányos szociális környezet, elhúzódó betegség, gyakori iskolaváltás, a családi életben bekövetkező válságok (illetve ezek halmozódása), tehát elsősorban a gyermek környezetéből származó okok.
Előfordulási gyakoriság: A tanköteles népesség 1%-a.
Megelőzés, segítés: Differenciált fejlesztés (ezzel kapcsolatban eseti tanácsadás a fejlesztés területeire vonatkozóan), a szülők és az osztálytanító rendszeres együttműködése, az iskolai teljesítmények folyamatos nyomon követése, a tanulási motiváció erősítése, a gyermek egészségi állapotának orvosi ellenőrzése, szociális szolgáltatások igénybevétele.
Várható eredmények: A környezeti tényezők javítása és komplex (gyógy)pedagógiai segítés hatására a tanulási eredmények lassú javulása.

## Tanulási zavar
Tünetei: A tanulás egyes részterületein jelennek meg, különösen az olvasás, írás vagy matematika tárgyakban, illetve a beszédtanulás területén, ezekben a tárgyakban feltűnő a gyermek tanulási eredménytelensége, egyéb tanulási területeken jobb eredmények is elérhetők. A sikertelen tantárggyal kapcsolatos tanulási motivációs problémák és viselkedési problémák megjelenhetnek. Az előjelző tünetek már az óvodáskorban egyértelműen megmutatkoznak. Egyes alcsoportjai a modern szakirodalom, illetve DSM-IV szerint bármely intelligenciaszint mellett előfordulhatnak.
Leggyakoribb előidéző okok:Megkülönböztetünk idegi természetű ( neurogén ) és lelki eredetű ( pszichogén ) tanulási zavarokat. A neurogén a központi idegrendszer működési zavarának következtében jön létre, míg a pszichogén környezeti ártalmak hatására alakul ki.
Előfordulási gyakoriság: A tanköteles népesség 2-3%-a.
Megelőzés, segítés: Korai felismerés, fejlesztő foglalkozások, speciális terápiás eljárások, különböző kompetenciájú szakemberek (orvos, pszichológus, gyógypedagógus) együttműködése, az óvodapedagógus és a tanítók/tanárok számára rendszeres tanácsadás, a szülők bevonása a fejlesztésbe, a közoktatási törvény által lehetővé tett kedvezmények (értékelés, felmentés stb.)biztosítása.
Várható eredmények: Hosszú távon fennmaradó probléma, azonban a rendszeres és komplex fejlesztés/terápia hatására az iskolai teljesítmény (az érintett tantárgyakban), illetve a tanulási motiváció lassan javul.

## Tanulási akadályozottság
A tanulásban akadályozottak a gyógypedagógiai segítséget igénylők legnagyobb csoportját képezik. Ők azok, akik az általános iskolába járó nehezen tanuló gyermekek közül (a tanköteles népesség 10-12%-a) a leggyengébbek, illetve azok( 2-2,5-3%), akik a tanulási sikertelenségeik súlyossága folytán többnyire az eltérő tantervű általános iskolában tanulnak.
Tünetei: A tanulás minden területén (szinte valamennyi tárgyban) generalizáltan, átfogóan és tartósan jelentkeznek, különösen jellemző a kognitív funkciók, valamint a beszéd lassúbb fejlődése, diszpraxiás tünetek, a figyelem-összpontosítás és a viselkedési problémákban megmutatkozó szociális tanulás nehézségei. Ezek az eltérések, összefüggésben a környezeti hatásokkal, a tanulási képesség különböző mértékű elmaradását, zavarát, illetve a tanulás akadályozottságát eredményezik.
Leggyakoribb előidéző okok: Kisebb mértékű központi idegrendszeri sérülés (enyhe fokú értelmi fogyatékosság) és/vagy tartósan hátrányos szociális környezet miatt a neurológisi érés lelassulása, a korai segítségnyújtás elmaradása miatt megindulhat az elmaradásnak egy olyan kumulációs folyamata, amelynek hatására fokozatosan növekedhet az életkori csoporthoz viszonyított iskolai teljesítmény elmaradása.
Előfordulási gyakoriság: A tanköteles népesség 3-6%-a (attól függően, hogy a diagnosztizált enyhe fokú értelmi fogyatékosság vagy a halmozottan hátrányos helyzet következtében kialakuló tanulási akadályozottság előfordulási gyakoriságát számítjuk).
Megelőzés, segítés: Hosszan tartó, rendszeres és intenzív gyógypedagógiai fejlesztés és terápia, a tanulási képesség szintjéhez igazodó tanulási módszerek folyamatos alkalmazása, a szociális hátrányok - lehetőségekhez mért- csökkentése, az egészségi állapot folyamatos ellenőrzése, a tanulási motiváció kialakítása és megerősítése, a korábbi stigmatizációs hatások kompenzálása. A szülők együttműködése a gyakori szociális nehézségek ellenére is szükséges.
Várható eredmények: Minél koraibb időben megkezdett rendszeres és komplex segítségnyújtás esetén a tanulási képesség fejlődése, javuló tanulási eredmények, továbbtanulás általában a speciális szakiskolákban lehetséges.
A tanulásban akadályozott gyerekek köre tágabb, mint az enyhén értelmi fogyatékos tanulóké, hiszen közéjük tartoznak az általános iskolában nehezen tanulók ( a tanköteles népesség 10-12%-a) közül a leggyengébbek, illetve azok( 2-3%), akik gyógypedagógiai iskolába járnak.